# アレックス・クラール
アレックス・クラール（Alex Král 、1998年5月19日 - ）は、スロバキア・コシツェ出身のチェコ代表プロサッカー選手。1.FCウニオン・ベルリン所属。ポジションはMF。

## クラブ経歴
ユース時代はFCズブロヨフカ・ブルノとSKスラヴィア・プラハの下部組織でプレー。
2017年2月にFKテプリツェとプロ契約を締結。5月7日のFCフラデツ・クラーロヴェー戦でプロデビューを果たした。
2019年1月、かつてユース時代を過ごしたSKスラヴィア・プラハに4年契約で完全移籍。
2019年9月1日、ロシア・プレミアリーグのFCスパルタク・モスクワに5年契約で完全移籍。
2021年8月31日、買取オプション付きの1年ローンでウェストハム・ユナイテッドFCに加入。
2022年7月14日、シャルケ04へレンタル移籍。

## 代表歴
各年代でチェコ代表に選出されている。年代別代表ではUEFA U-17欧州選手権2015、UEFA U-19欧州選手権2017などに参加した。
2019年3月26日、ブラジル代表とのフレンドリーマッチでフル代表デビューを果たした。10月14日、北アイルランド代表とのフレンドリーマッチで代表初ゴールを決めた。

### 代表戦での得点
| No. | 開催日         | 会場               | 対戦国         | 得点 | 結果 | 大会               |
| --- | -------------- | ------------------ | -------------- | ---- | ---- | ------------------ |
| 1.  | 2019年10月14日 | レトナ・スタジアム | 北アイルランド | 2–3  | 2–3  | 親善試合           |
| 2.  | 2019年11月14日 | トゥサン・アレナ   | コソボ         | 1–1  | 2–1  | UEFA EURO 2020予選 |

## タイトル
スラヴィア・プラハ
- チェコ1部リーグ: 2018-19
- ポハール・チェスケー・ポシュスティ: 2018-19

個人
- UEFA U-19欧州選手権2017大会優秀選手[8]